# Olympijský stadion (Grenoble)
Olympijský stadion byl dočasný stadion v Grenoblu ve Francii. Pojal 60 000 diváků. Byl hlavním centrem dění při Zimních olympijských hrách v roce 1968 a sloužil pouze pro zahajovací a závěrečný ceremoniál.
Stadion měl podkovitý půdorys a jeho konstrukce byla z trubek. Byl postaven na území letiště Grenoble-Mermoz, které bylo před olympiádou zrušeno; místo něj vzniklo nové letiště Alpes Isère.
Stadion byl po olympiádě zbořen, k čemuž došlo od 8. března 1968. V roce 1970 začala na místě stadionu výstavbu bytového komplexu, který přivítal své první obyvatele v dubnu 1972.